# Balatonújlak
Balatonújlak is een plaats (község) en gemeente in het Hongaarse comitaat Somogy. Balatonújlak telt 604 inwoners (2001).

## Geboren
- Ferenc Bene (17 december 1944), voetballer